# Nyctibatrachus humayuni
Espèce
Statut de conservation UICN

 VU B1ab(iii) : Vulnérable
Nyctibatrachus humayuni est une espèce d'amphibien de la famille des Nyctibatrachidae.

## Répartition
Cette espèce est endémique de l'État du Maharashtra en Inde. Elle se rencontre entre 200 et 1 200 m d'altitude dans les Ghâts occidentaux,.

## Description

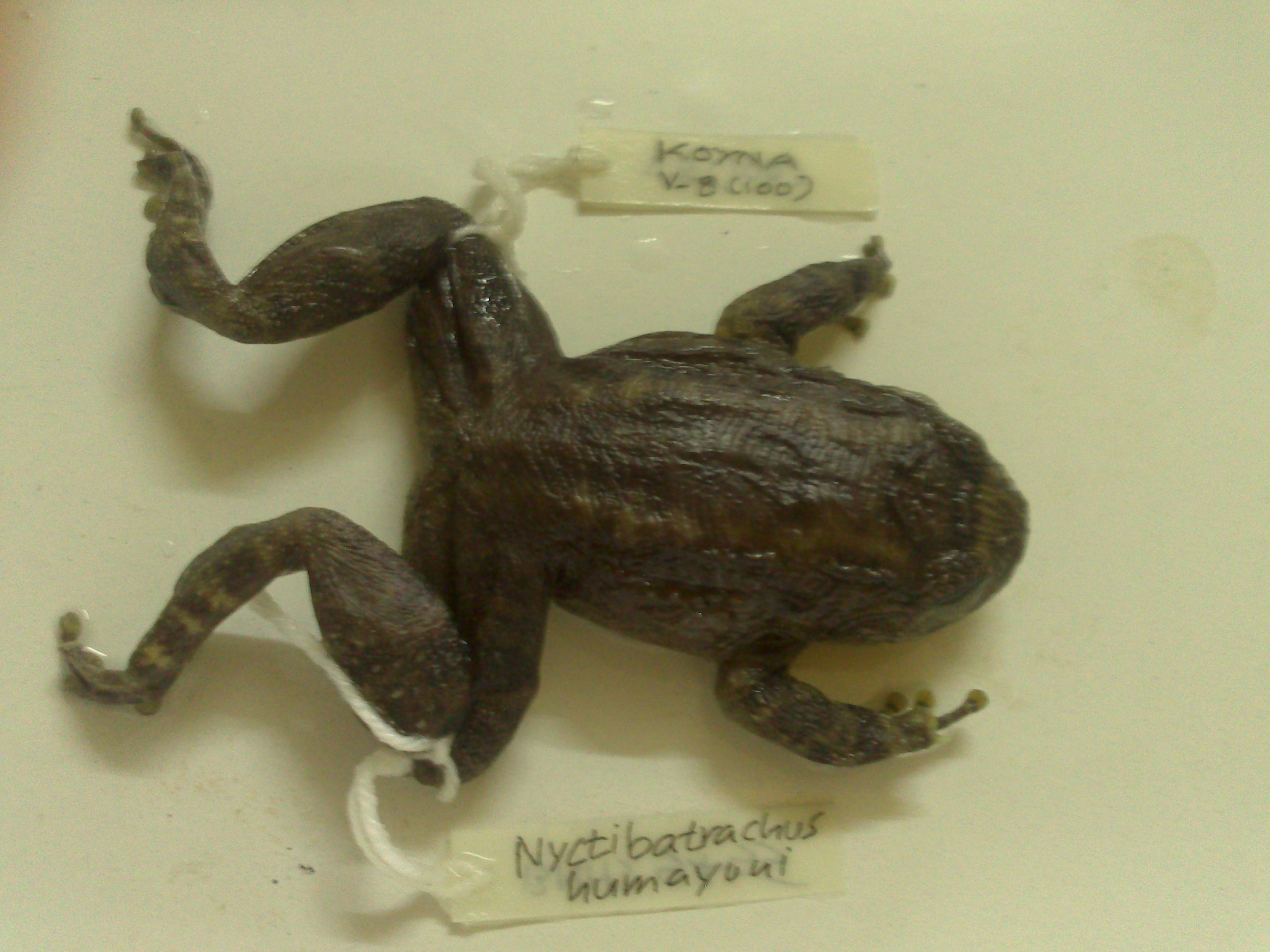

Nyctibatrachus humayuni mesure de 32 à 48 mm pour les mâles et de 37 à 48 mm pour les femelles.

## Étymologie
Cette espèce est nommée en l'honneur de Humayun Abdulali.

## Publication originale
- Bhaduri & Kripalani, 1955 : Nyctibatrachus humayuni, a new frog from the Western Ghats. Journal of the Bombay Natural History Society, vol. 52, no 4, p. 852-859.